# イエローキャブ (芸能プロダクション)
株式会社イエローキャブ（英: YELLOWCAB Co.,ltd）は、女性タレントのマネジメントを行っている日本の芸能事務所である。
現在の法人は、イエローキャブのライセンスを取得した株式会社Ｍプロダクションが2020年に株式会社イエローキャブへと改称したもので、1980年に設立され2015年に経営破綻し清算された株式会社イエローキャブとは別法人。

## 株式会社イエローキャブ（旧社）

### 「黒澤プロモーション」として設立
元々は映画監督・黒澤明の長男である黒澤久雄が黒澤フィルムスタジオの芸能事務所部門として「黒澤プロモーション」という名称で1980年（昭和55年）に設立。黒澤が、父・明監督の映画『乱』の制作を手伝うことになるなど多忙を極めたため、遊び仲間で、かつていしだあゆみや朝丘雪路などのマネージャーを務めたこともある野田義治に実質的な経営をバトンタッチする。
所属タレント第1号は山咲千里だったが、芸能活動の方向性を巡って事務所と山咲の家族との意見が合わず、山咲は程なく事務所を去ってしまう。
1983年（昭和58年）、野田が自ら運営に携わったクラリオンガールコンテストから、堀江しのぶを発掘する。堀江はグラビアページやテレビ番組のアシスタント、テレビドラマ出演などで成功するが、事務所自体は苦しい経営が続いた。更に堀江は人気絶頂の1988年（昭和63年）にスキルス性胃癌のため23歳という若さで逝去し、事務所は堀江という大黒柱を失ってしまう。

### 「イエローキャブ」に社名変更
1988年に現在の社名へ変更し、野田が社長に就任した。
堀江の死の直前、野田社長は堀江に続いてかとうれいこを発掘した。1989年（平成元年）に第16代クラリオンガールに選ばれたかとうはグラビアで人気爆発、多くの雑誌の表紙や巻頭カラーを飾った。かとうは数年にわたり、高価な写真集の新作がまるで雑誌のごとく毎月のように本屋に並べられ売れ続けるという「写真集クイーン」となり大成功をおさめた。
その利益がイエローキャブの経営の基礎を作り、TV局に強いコネを持つ大手プロダクションの隙間を狙ってバストの豊かな女性を雑誌のグラビアで顔や名前を売る戦略を軌道に乗せた。その後も細川ふみえや雛形あきこらがテレビで人気者となっていった。

### 野田社長の退任とタレント流出
別会社として有限会社サンズ（後のサンズエンタテイメント）も設立したが、一方で野田社長のワンマン経営から資金繰りが悪化し、東洋コンツェルングループの傘下となった。多くの所属タレントがTVで活躍するようになっていた2004年（平成16年）末、経営上のトラブルで野田社長が辞任し、会社を去った。
これについては、野田が進めた多角経営が軌道に乗らなかった上に、野田が親会社に無断で所属タレントに株を交付したことで裁判沙汰に発展。その結果、取締役会で野田を代表取締役から解任する決議が了承された。野田元社長の後任には、佐藤紳司が就任した。
佐藤江梨子、根本はるみらは留まり、小池栄子がサンズエンタテインメントから移籍したが、雛形やMEGUMIを筆頭に所属タレントの大半が野田元社長に追随し、野田元社長が社長を務めるサンズエンタテインメント（サンズから社名変更）へと移籍したことでイエローキャブの所属タレント数は大幅に減少し、規模も縮小した。
ただ、有力タレントである小池・佐藤・根本が残留したことや、また野田元社長が社長時代に培った「イエローキャブ」の名称が持つブランドバリューもあり、その後も大手芸能事務所としての体を保っていた。野田元社長が去った後は、グラビアアイドル路線ではなく女優などを所属させるようになった。
なお、サンズエンタテインメントはイエローキャブの子会社ではなく、資本及び人的関係はない。

### イエローキャブプラス設立
佐藤社長が2006年に辞任し、帯刀孝則社長が引き継ぐが2012年6月に58歳で死去したため、長らく役員を務めてきた松山弘志取締役（演歌歌手の五木ひろしの兄）が社長となった。
2013年3月にライセンスの商標利用により「株式会社イエローキャブプラス」が設立。

### 経営破綻により破産
2014年に入り、イエローキャブの経営危機及び小池・佐藤の新事務所移籍の噂が報道された。この報道についてイエローキャブからのコメントは一切なかったが、4月に入り、京都のIT企業フェイスが立ち上げた新会社「ドリームキャブ」およびイエローキャブより、業務提携のアナウンスが行われた。内容は「ドリームキャブがイエローキャブの芸能マネジメント業務を受託する」というものである。
これにより、事実上イエローキャブの業務はドリームキャブに移行し、フェイスが関連会社で行っていたアーティストのマネージメント部門と統合して再スタートすることとなった。後にドリームキャブは2016年4月1日にて「株式会社Faith Artists Music Entertainment」に変更し、正式にフェイスグループの一員として活動することになった。
ドリームキャブの営業開始後も法人としてのイエローキャブは存続していたが、2015年2月10日と13日と立て続けに東京スポーツが事務所消滅の方向へ向かっているとの記事を掲載した。
2015年1月末で小池・佐藤が契約満了となった事から事業を停止し、事後処理を弁護士に一任、自己破産申請の準備を始め、2015年2月3日に東京地裁に破産を申請、2015年2月12日に東京地裁から破産手続開始決定を受け、ここに同社は倒産（=経営破綻）となった。負債は約4億円にのぼった。2015年11月12日に清算結了。

## 株式会社イエローキャブ（現法人）

### Mプロダクション時代
2019年7月、株式会社Mプロダクションが「イエローキャブ商標」を保有していた株式会社イエローキャブプラスから「イエローキャブ」に関する全てのライセンスを取得し、タレントのマネジメント活動を開始した。グラビアアイドルをメインとして、バストの豊かなタレントを雑誌・テレビなどのメディアに露出させ知名度を高めていく従来のマネジメント手法を踏襲しながらも、時代のニーズに応える為にオンラインでのタレント活動やプラットフォームの自社運営なども行なっている。

### 株式会社イエローキャブへ社名変更
2020年4月1日、株式会社Mプロダクションから株式会社イエローキャブへと社名変更及び役員改選を行い、吉村美由紀が代表取締役へと就任した。同年12月21日、臨時株主総会が開催され取締役を務めてきた山本宗宜が代表取締役へと就任。
2022年2月1日に芸能プロダクションとしては初となるフランチャイズ展開を発表。閉鎖的な芸能界へ他業種からの新規参入を促すことを目的としており、各加盟企業へ本部からイエローキャブの名称使用権やノウハウを提供する。これに伴いイエローキャブは全国展開されていくこととなる。
同年4月28日に増資を行い、資本金が8,500万円となる。

### MONOLITH Japan時代
2022年9月22日、株式会社MONOLITH Japanが東京相和株式会社より株式を取得。
2023年3月1日、東京都中央区より新宿区西新宿へ本店移転。
2024年2月5日に一般社団法人 日本代理店協会（理事長:佐藤康人）よりイエローキャブ・フランチャイズが優良ビジネス認定においてゴールド認定を受賞。
2024年7月予てより社長を務めてきた山本宗宜の代表取締役退任に伴い、株主である株式会社MONOLITH Japanにおいて代表取締役を務める岩井良明が社長へと就任。2024年9月15日、代表取締役である岩井良明が肺がんのため死去

## 事務所一覧
※（2023年3月現在の事務所数）
- イエローキャブ本部（所在地：東京都新宿区）
- イエローキャブ京都
- イエローキャブ渋谷
- イエローキャブ名古屋
- イエローキャブ大宮
- イエローキャブ北九州
- イエローキャブ熊本
- イエローキャブ大阪梅田
- イエローキャブ福岡
- イエローキャブ秋葉原
- イエローキャブ神戸
- イエローキャブ大阪なんば
- イエローキャブ青山
- イエローキャブ栄
- イエローキャブ恵比寿
- イエローキャブ原宿

## 所属タレント
（公式サイトの記載順）
- 進藤もも
- 乾桜子
- 相川結
- AYAKA
- 秋山しほ
- 沙耶
- 叶えみ
- 有栖亜寿理(Azully)
- 末吉桃子

## 旧所属タレント（抜粋）
- 山咲千里
- 堀江しのぶ（在籍中に死去）
- 羽田美智子（現：レプロエンタテインメント）
- かとうれいこ（サンズエンタテインメントで復帰）
- 細川ふみえ（現：ウエルメイド)
- 雛形あきこ
- 山田まりや
- 小池栄子（個人事務所イープロダクション設立）
- 佐藤江梨子（2015年2月ノックアウトへ移籍）[14]
- MEGUMI
- 根本はるみ
- 小林恵美
- 佐藤聖羅（元SKE48、サンズエンタテインメントへ移籍後、ピタゴラスプロモーションを経てAKS→エイジアプロモーション）
- 秦みずほ（現芸名：秦瑞穂、エヴォルトへ移籍）